# ونجری، پنجاب
ونجری، پنجاب (به انگلیسی: Vanjari, Punjab) یک منطقهٔ مسکونی در پاکستان است که در Mianwali District واقع شده‌است.